# Титан буба
Титан буба (лат. Titanus giganteus) или буба титан је неотропска стрижибуба, једина врста из рода Titanus, а један од највећих познатих тврдокрилца.

## Опис
Титан буба је једна од највећих буба, са највећим поузданим измереним примерком од 16,7 cm по дужини, упоредиво са бубама као што су Xixuthrus heros (15 cm) и херкул буба, код којих џиновски мужјаци повремено могу нарасти до 17,5 cm, али мужјаци херкул буба имају велики рог на грудном кошу који чини око половине његове укупне дужине. Као такво, тело титан бубе је знатно веће од тела херкул бубе. Одрасле титан бубе се не хране, уместо тога су у потрази за партнерима преко феромона.
Ларве никада нису пронађене, али се сматра да се хране у дрвету и може проћи неколико година док не достигну пуну величину. Сматра се да се ове бубе хране и трулим дрветом испод земље. Фотографија у природној величини која приказује ларве ове бубе појавила се у часопису Национална географија, испунивши целу страницу, али се испоставило да је у питању друга врста бубе, Macrodontia cervicornis.
Одрасли се бране сиктањем за упозорење и грицкањем, а имају оштре бодље, као и снажне чељусти.

## Дистрибуција
Распрострањен је по кишним шумама Венецуеле, Колумбије, Еквадора, Перуа, Гвајана и северно-централног Бразила.

## Галерија
- Титан бубу је Хонг Санг Бум поклонио управи за културно наслеђе Кореје.
- Мужјак титан буба.
- Титан буба у монтреалском инсектаријуму.
- Титан буба.